# Гора (община)
Гора (серб. Гора) — община в Сербии, входит в округ Призренский. В административном делении УНМИК община упразднена и включена в общину Драгаш.

## Общие сведения
Точных данных о населении общины нет. Занимаемая площадь 310 км². По состоянию на 1991 год славяне-мусульмане (преимущественно горанцы) составляли 91,68 % населения общины, албанцы — 5,35 %.
Административный центр общины — село Драгаш. Община Гора состоит из 19 населённых пунктов, средняя площадь населённого пункта 16,3 км².

## Населённые пункты
| - Бачка - Брод - Враниште - Глобочица - Диканце - Драгаш - Зли Поток - Крстац - Крушево | - Кукуляне - Лештане - Любовиште - Млике - Орчуша - Радеша - Рапча - Рестелица |

## Сёла и их окрестности

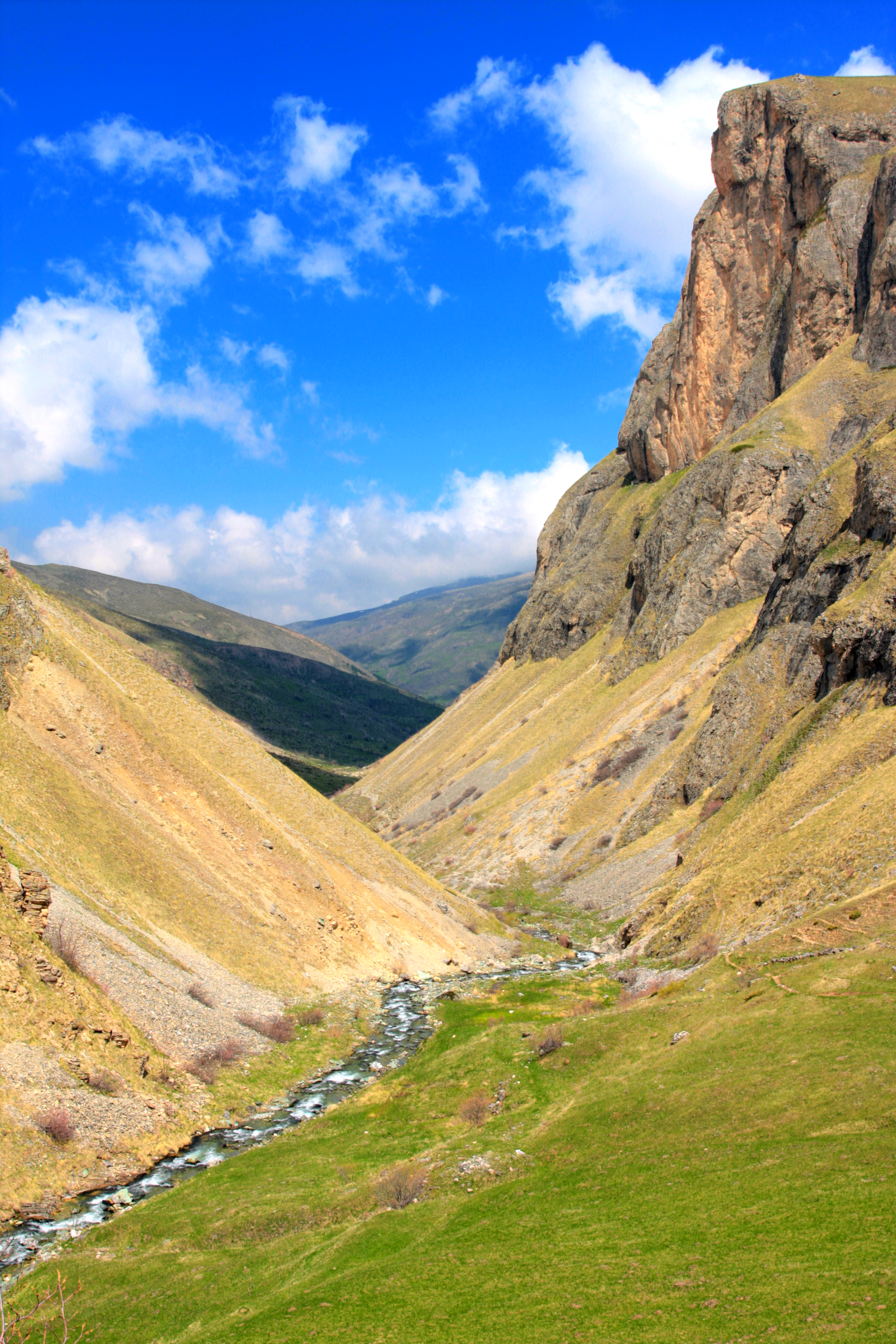
Окрестности села Брод
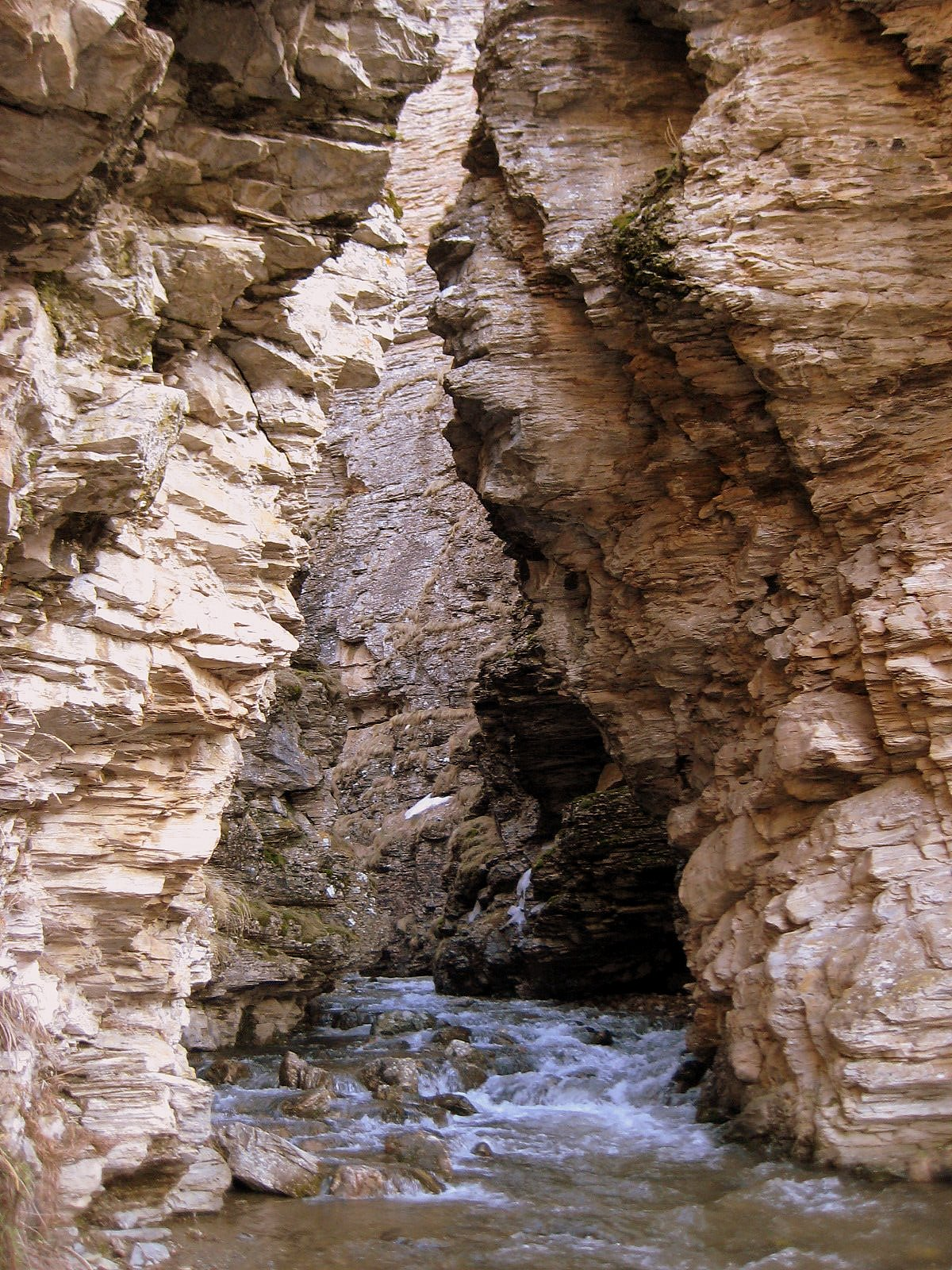
Каньон в окрестностях села Брод
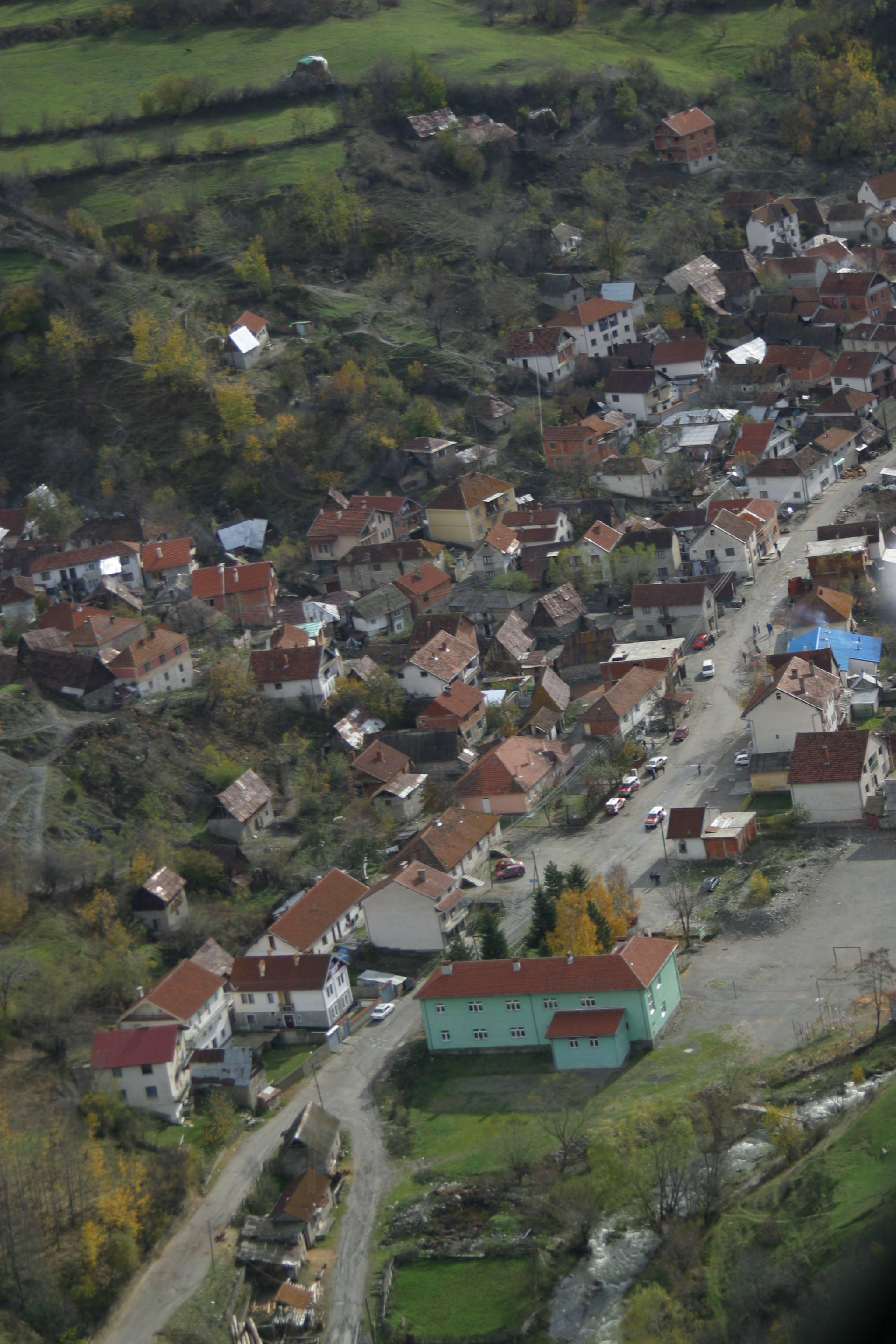
Село Крушево
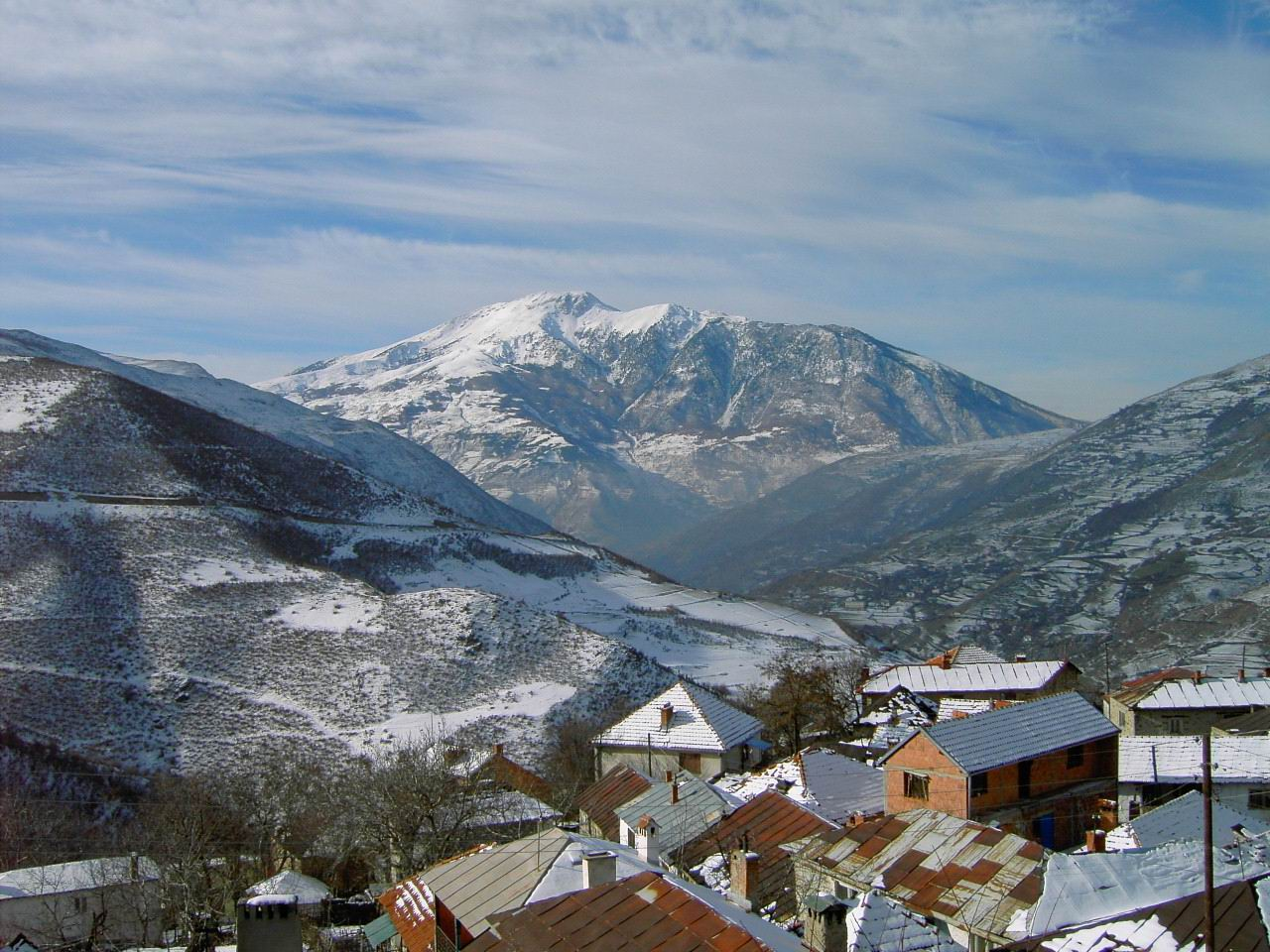
Село Орчуша
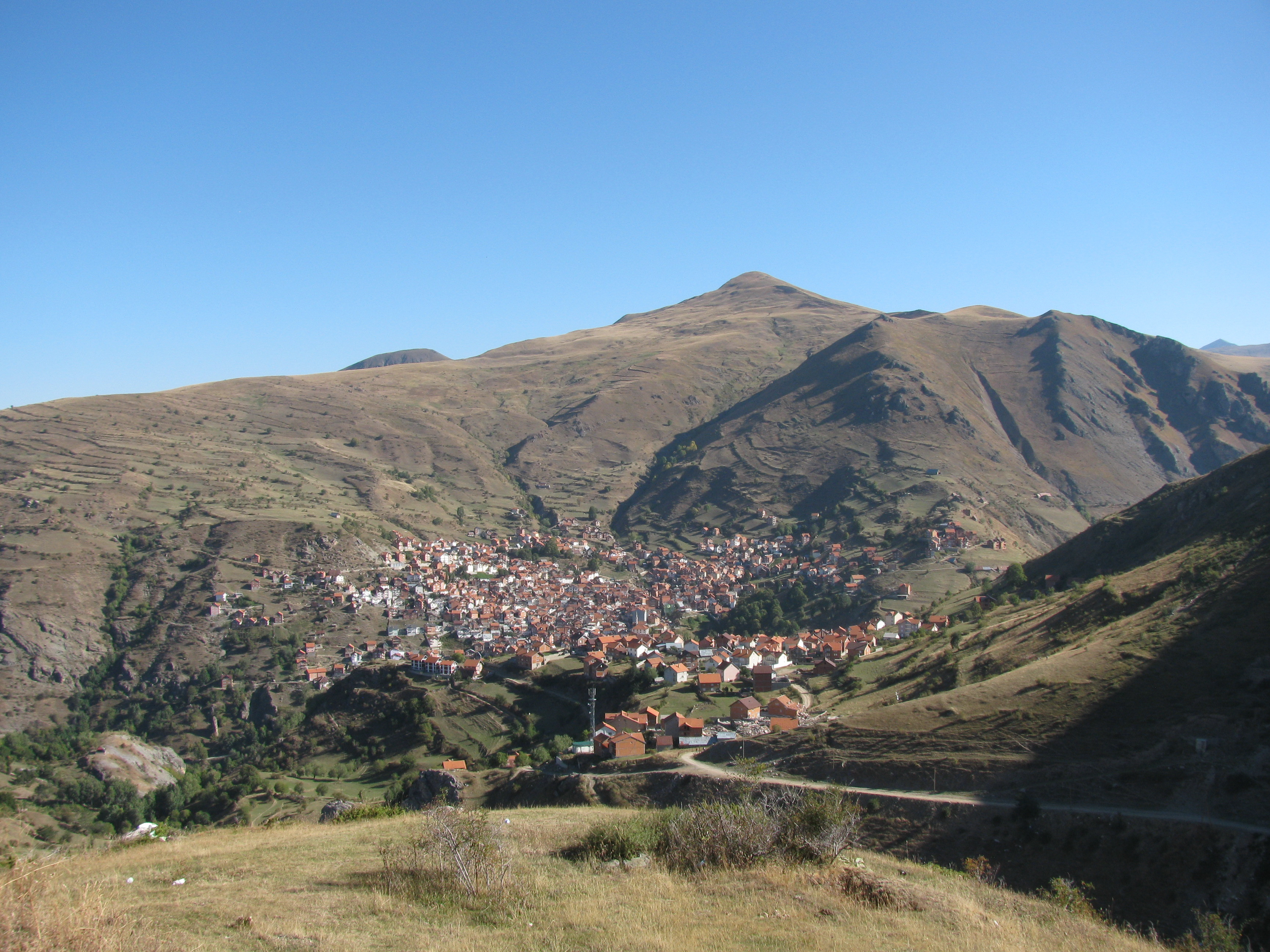
Село Рестелица